# &TEAM
&TEAM (andTEAM, 앤팀, エンティーム)은 하이브 레이블즈 재팬의 글로벌 그룹 데뷔 프로젝트인 《&AUDITION - The Howling -》를 통하여 결성된 다국적 9인조 보이 그룹이다. 2022년 12월 7일에 정식으로 데뷔하였다.

## 구성원
| 이름              | 소개 |
| ----------------- | --- |
| 의주 EJ           | - 본명: 변의주 - 생년월일: 2002년 9월 7일(22세) - 국적: 대한민국 - 활동기간 : 2022년 12월 7일 ~ 현재                          |
| 후마 FUMA         | - 본명: 무라타 후마 (일본어: 村田 風雅) - 생년월일: 1998년 6월 29일(27세) - 국적: 일본 - 활동기간 : 2022년 12월 7일 ~ 현재    |
| 케이 K            | - 본명: 코가 유다이 (일본어: 古賀 祐大) - 생년월일: 1997년 10월 21일(27세) - 국적: 일본 - 활동기간 : 2022년 12월 7일 ~ 현재   |
| 니콜라스 NICHOLAS | - 본명: 왕이샹 (중국어 정체자: 王奕翔) - 생년월일: 2002년 7월 9일(23세) - 국적: 중화민국 - 활동기간 : 2022년 12월 7일 ~ 현재  |
| 유마 YUMA         | - 본명: 나카키타 유마 (일본어: 中耒田 悠真) - 생년월일: 2004년 2월 7일(21세) - 국적: 일본 - 활동기간 : 2022년 12월 7일 ~ 현재 |
| 조 JO             | - 본명: 아사쿠라 조 (일본어: 朝倉 穣) - 생년월일: 2004년 7월 8일(21세) - 국적: 일본 - 활동기간 : 2022년 12월 7일 ~ 현재       |
| 하루아 HARUA      | - 본명: 시게타 하루아 (일본어: 重田 美琉愛) - 생년월일: 2005년 5월 1일(20세) - 국적: 일본 - 활동기간 : 2022년 12월 7일 ~ 현재 |
| 타키 TAKI         | - 본명: 타카야마 리키 (일본어: 高山 浬希) - 생년월일: 2005년 5월 4일(20세) - 국적: 일본 - 활동기간 : 2022년 12월 7일 ~ 현재   |
| 마키 MAKI         | - 본명: 리키 마우스 (Riki Maus) - 생년월일: 2006년 2월 17일(19세) - 국적: 일본, 독일 - 활동기간 : 2022년 12월 7일 ~ 현재      |

## 음반

### 정규
- 2023년 11월 15일 : 《First Howling : NOW》
- 2024년 12월 18일 : 《雪明かり (yukiakari)》

### EP
- 2022년 12월 7일 : 《First Howling : ME》
- 2023년 6월 14일 : 《First Howling : WE》

### OST
- 2023년 3월 17일 : 《W.O.L.F (Win Or Lose Fight)》
- 2023년 5월 7일 : 《Blind Love》
- 2024년 10월 4일 : 《Beat the odds》

### 싱글
- 2024년 5월 8일: 《五月雨 (Samidare)》
- 2024년 8월 7일: 《青嵐 (Aoarashi)》
- 2024년 10월 23일: 《十五夜 (Jyuugoya)》

## 수상 목록

### 시상식
- 2023년 아시아 아티스트 어워즈 이모티브상
- 2024년 아시아 아티스트 어워즈 아이콘상
- 2025년 2025 아시아 스타 엔터테이너 어워즈 더 플래티넘상